# Luís Ferreira da Silva Viana
Luís Ferreira da Silva Viana foi um empresário e ferroviário português.

## Biografia

### Carreira profissional
Foi convidado a assumir a liderança da Companhia da Beira Alta, que operava a linha com o mesmo nome. Na altura em que entrou ao serviço, a empresa encontrava-se em dificuldades financeiras, o que impedia a modernização das suas infra-estruturas e do material circulante ferroviário, que se encontravam obsoletas e em mau estado de conservação. Luís Ferreira da Silva Viana ordenou a substituição dos antigos carris, de 8 m e 30 Kg, por novos de 12 m e 40 Kg, que eram mais seguros e permitiam aumentar a velocidade das composições, e empreendeu a introdução de novo material circulante, tendo encomendado novas locomotivas e carruagens. Também promoveu a construção de edifícios nas paragens de Oliveirinha - Cabanas, Moimenta-Alcafache, Contenças, Baraçal, Sobral, e Noémi, e melhorou os serviços, tendo principiado a circulação de comboios rápidos, que ligavam Vilar Formoso e Lisboa em menos de oito horas. Esteve na Companhia durante mais de quarenta anos, tendo no entanto sido forçado a sair.

### Morte
Faleceu em Lisboa, em Maio de 1959, aos 87 anos de idade.